# Pierre-Yves Boitard
Pierre-Yves Boitard, né le 26 avril 1965 à Orléans, est un footballeur français.

## Biographie
Lors de la saison 1980-1981, avec l'équipe juniors de l'US Orléans, Pierre-Yves Boitard atteint les quarts de finale de la Coupe Gambardella. Cette équipe, emmenée notamment par Boitard et ses coéquipiers Olivier Trassard, Alain Noël et Lionel Hénault, bat le Limoges FC (3-0) et l'AS Saint-Étienne, un des meilleurs centre de formation de cette période (2-0). L'US Orléans joue ensuite au stade du Ray de l'OGC Nice, pour une place en finale, mais elle s'incline lourdement (7-1) dont trois buts de Daniel Bravo.
En 1983, Pierre-Yves Boitard remporte le Championnat d'Europe U18 avec l'Équipe de France des moins de 18 ans.
Après sa carrière, Pierre-Yves Boitard devient entraîneur dans le Loir-et-Cher. D'abord des moins de 18 ans au Vineuil-Sports Football en 2007-2008, puis de l’équipe séniors du Blois AFC en 2011-2012,.

## Palmarès
- Vainqueur du Championnat d'Europe des moins de 18 ans en 1983 avec l'équipe de France -18 ans